# 西ナイル地方

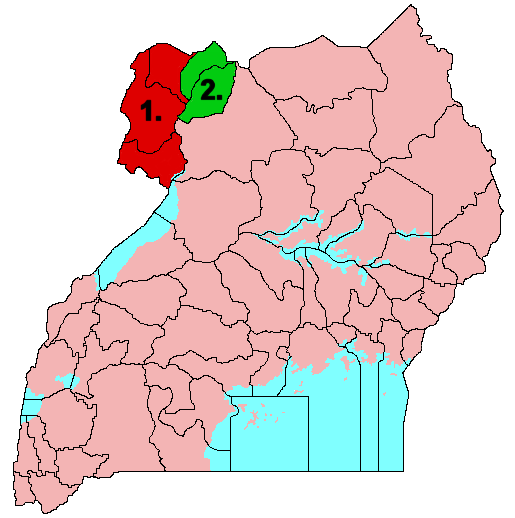
1960年代 - 1970年代の西ナイル地方
1.+2. - 1950年代まで西ナイル地方と呼ばれた地域
1. - 西ナイル県 1960年代 - 1970年代
2. - 1960年代以降の元マディ県(現モヨ県及びアジュマニ県)

西ナイル地方 (にしナイルちほう、West Nile sub-region, 元 West Nile Province, West Nile District) はウガンダ北西部の地方。中央スーダン系のマディ族、ルグバラ族、アリンガ族、ナイル系のカクワ族、アルール族、レンドゥ族、ンド族などが住む。

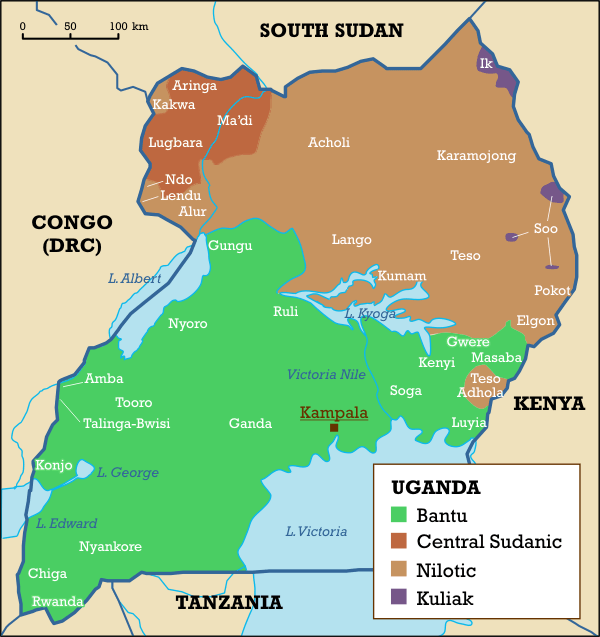
ウガンダの民族/言語分布

## 前史
1871年ムハンマド・アリー朝により征服され、ムハンマド・アリー朝のイギリス降伏に伴い英領スーダンに組み込まれたバハル・エル＝ガザルの南の白ナイル川西岸の地域で、マフディーの反乱で実効支配を失ったイギリスによりコンゴ自由国にラド飛び地 (Lado Enclave) として1894年から1910年まで租借された。ベルギーから返還されるとその南部が1912年に英領ウガンダに編入され、西ナイル州とされた。

## ウガンダ
ムセベニ政権が広域自治体を廃止したため、2008年現在は単一の行政区域や地方として扱われず、北部に区分されアルーア県、コボコ県、マラチャ＝テレゴ県、ネビ県、モヨ県、ユンベ県など（かつてはマディ県も含まれた）が置かれている。

## 西ナイルウイルス
1937年黄熱の研究者がこの地方の熱病の女性から単離した未知のウイルスはこの地方に因み西ナイルウイルスと命名された。